# Pont de la Concorde
Pour les articles homonymes, voir Pont de la Concorde (homonymie).
Le pont de la Concorde est un pont de Paris qui franchit la Seine entre le quai des Tuileries (place de la Concorde) et le quai d'Orsay. Il a porté au cours de son histoire les noms de « pont Louis-XVI », « pont de la Révolution », « pont de la Concorde », à nouveau « pont Louis-XVI » pendant la Restauration (1814), et définitivement « pont de la Concorde » depuis 1830. Il fait l’objet d’une inscription au titre des monuments historiques depuis le 12 juin 1975.

## Situation et accès
Situé entre le quai des Tuileries (place de la Concorde) et le quai d'Orsay, ce site est desservi par les stations de métro Assemblée nationale (12) et Concorde (1, 8 et 12).

## Historique

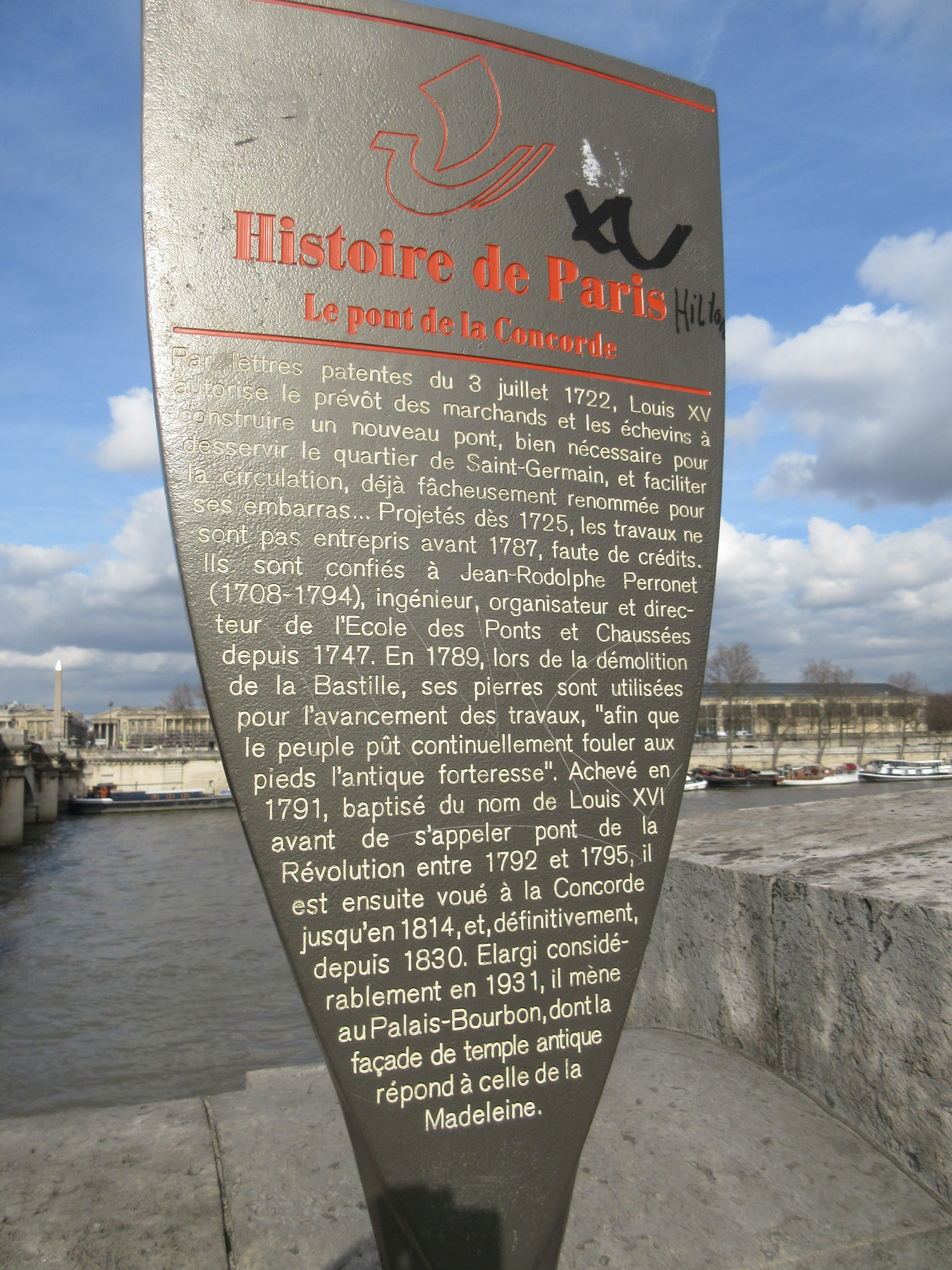
Panneau Histoire de Paris.

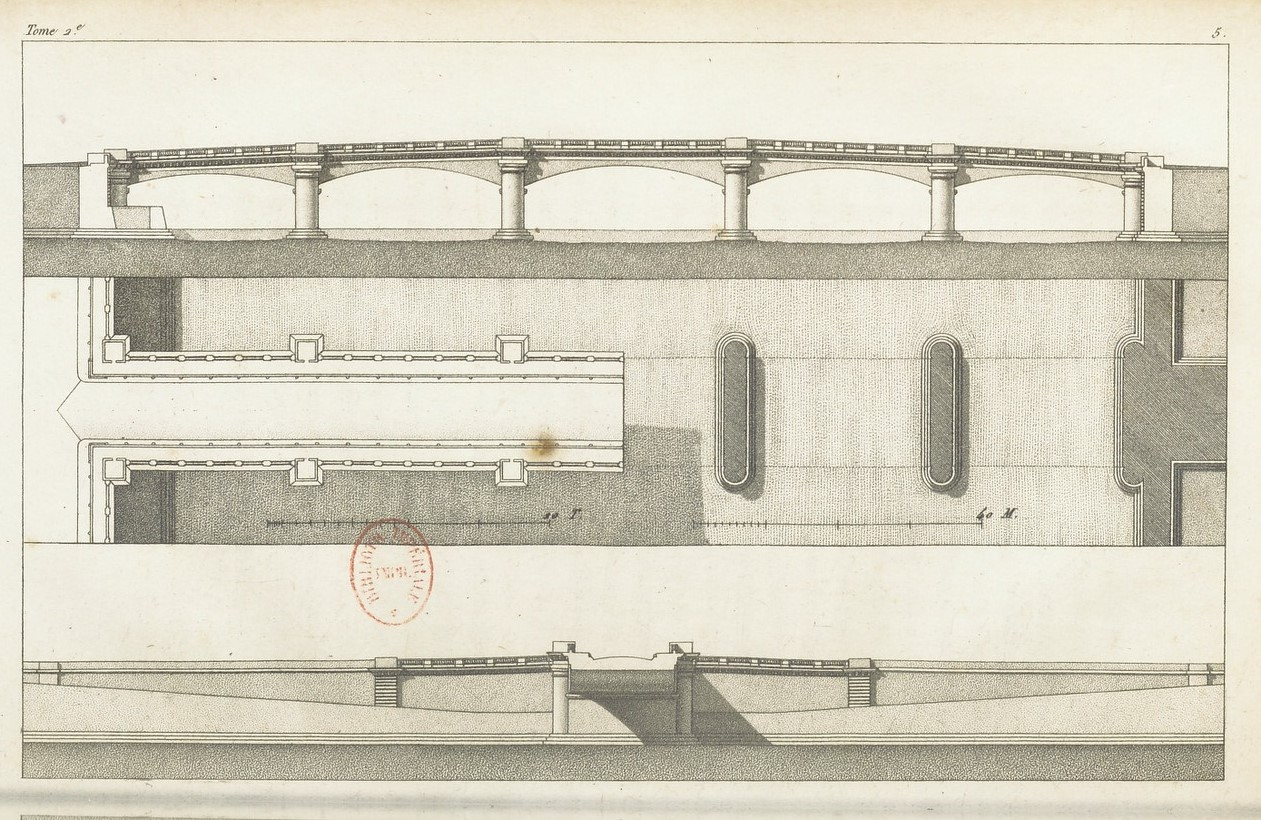
Élévation, plan masse et profil du pont de la Concorde à sa construction.

### Construction (1787-1791)
En 1722, le roi Louis XV autorise le prévôt des marchands de Paris et les échevins de la ville à construire un pont à cet endroit, afin de desservir le quartier de Saint-Germain-des-Prés. Les travaux doivent commencer en 1725 mais, faute d'argent, sont reportés et ne commencent qu'à la fin du siècle.
L'architecte Jean-Rodolphe Perronet, qui crée en 1775 avec Daniel-Charles Trudaine l'École royale des ponts et chaussées (aujourd'hui École nationale des ponts et chaussées), est chargé en 1787 de la construction de ce pont en arc.
Ce pont était en projet depuis 1725, lors de la construction de la place Louis-XV (aujourd'hui place de la Concorde), pour remplacer le bac qui assurait alors la traversée à cet endroit.
Assurant la construction en pleine tourmente révolutionnaire, il utilise pour la maçonnerie des pierres de taille provenant de la démolition de la Bastille, prise d'assaut le 14 juillet 1789, « afin que le peuple pût continuellement fouler aux pieds l'antique forteresse ».
La construction est terminée en 1791 et le pont prend alors le nom du roi Louis XVI puis, de 1792 à 1795, de « pont de la Révolution », de « pont de la Concorde » jusque 1814, de nouveau « pont Louis XVI » puis définitivement « pont de la Concorde » depuis 1830.

### Sculptures ajoutées auXIXesiècle

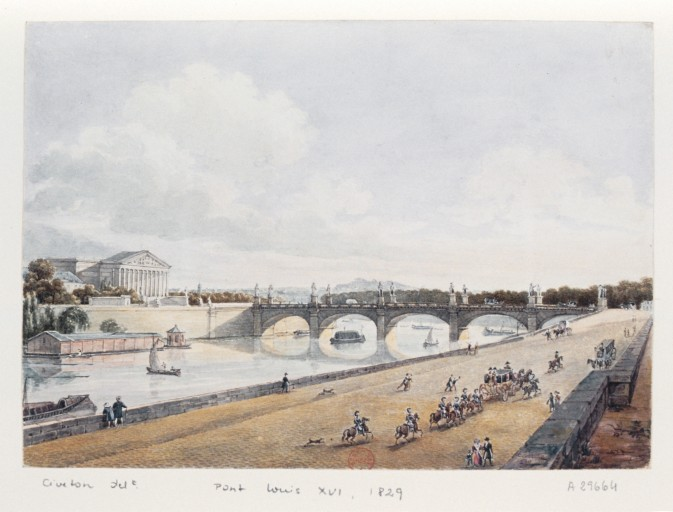
Le pont en 1829, avec les douze statues placées sous la Restauration.

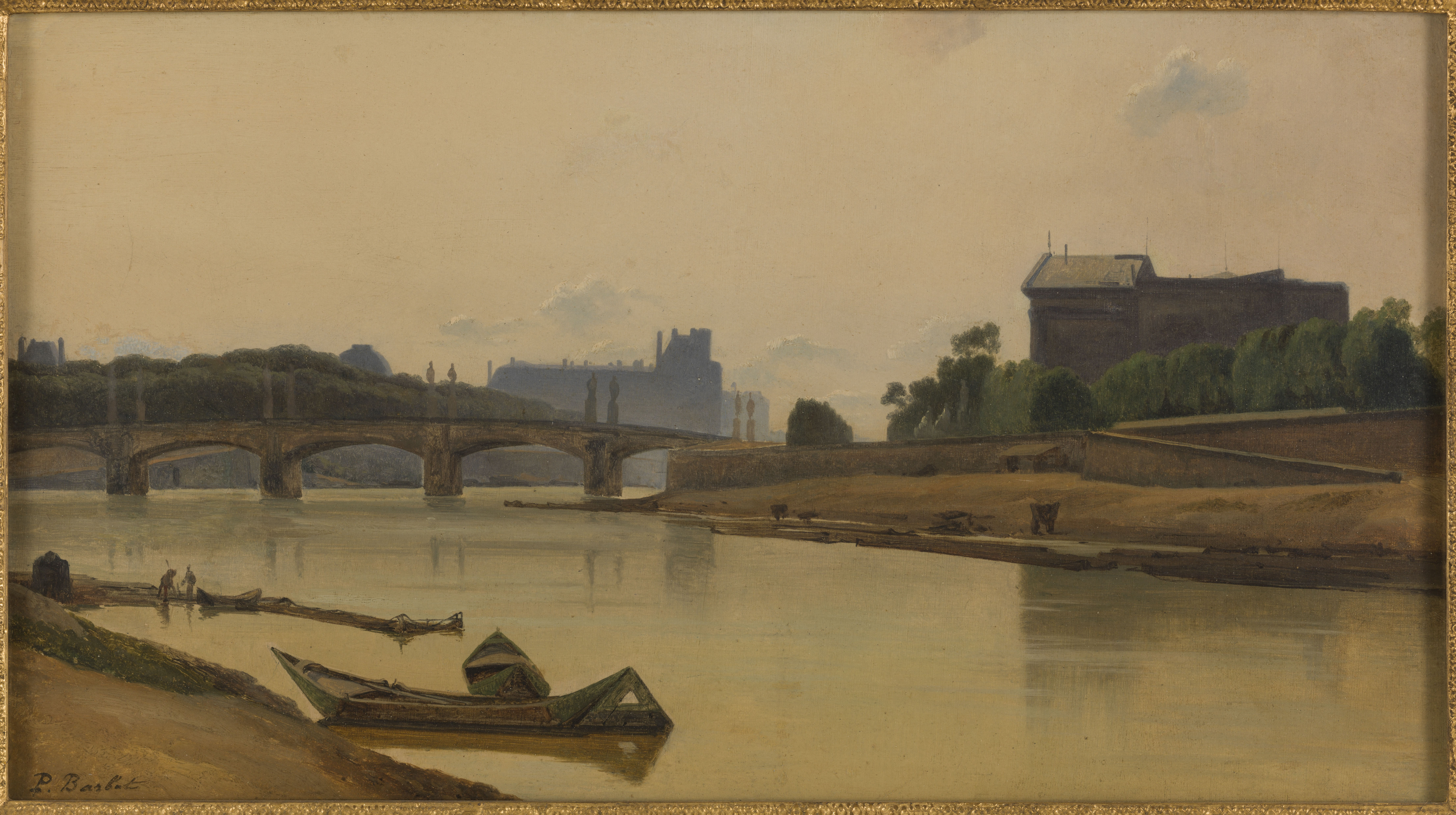
Le pont de la Concorde vers 1830 avec les statues colossales d'hommes célèbres, Le Pont de la Concorde, vers 1830, Prosper Barbot, musée Carnavalet.

En 1810, Napoléon Bonaparte y fait placer des statues en l'honneur de dix généraux morts au champ d'honneur pendant les campagnes du Premier Empire (Le Blond de Saint-Hilaire, Lasalle, Lapisse, Cervoni, Lacoste, Hervo, Roussel, Valhubert, Colbert-Chabanais et Espagne). À la chute de l’Empire, seules les quatre dernières statues étaient réalisées. Elles furent remisées aux Invalides.
À la Restauration, on les remplace par un ensemble de douze statues monumentales en marbre blanc. Ces statues commandées par Louis XVIII en 1816 et posées avant 1829 représentent quatre grands ministres (Colbert, Richelieu, Suger, Sully), quatre militaires (Bayard, Grand Condé, Du Guesclin, Turenne) et quatre marins (Duguay-Trouin, Duquesne, Suffren, Tourville). Mais cet ensemble est trop lourd pour le pont, et Louis-Philippe Ier fait enlever ces statues pour les transférer à Versailles.
À présent, les statues sont situées à :
- Saint-Cyr Coëtquidan : statues de Du Guesclin[8], Bayard[9], Condé (détruite en 1944)[10], Turenne[11] ;
- École navale de Brest[12] : statues de Colbert, Duquesne (détruite en 1944), Suffren, Duguay-Trouin (est passée par Saint-Malo puis Poulmic) ;
- Rosny-sur-Seine : statue de Sully ;
- Saint-Omer : statue de Suger ;
- Richelieu : statue de Richelieu ;
- Tourville-sur-Sienne : statue de Tourville.

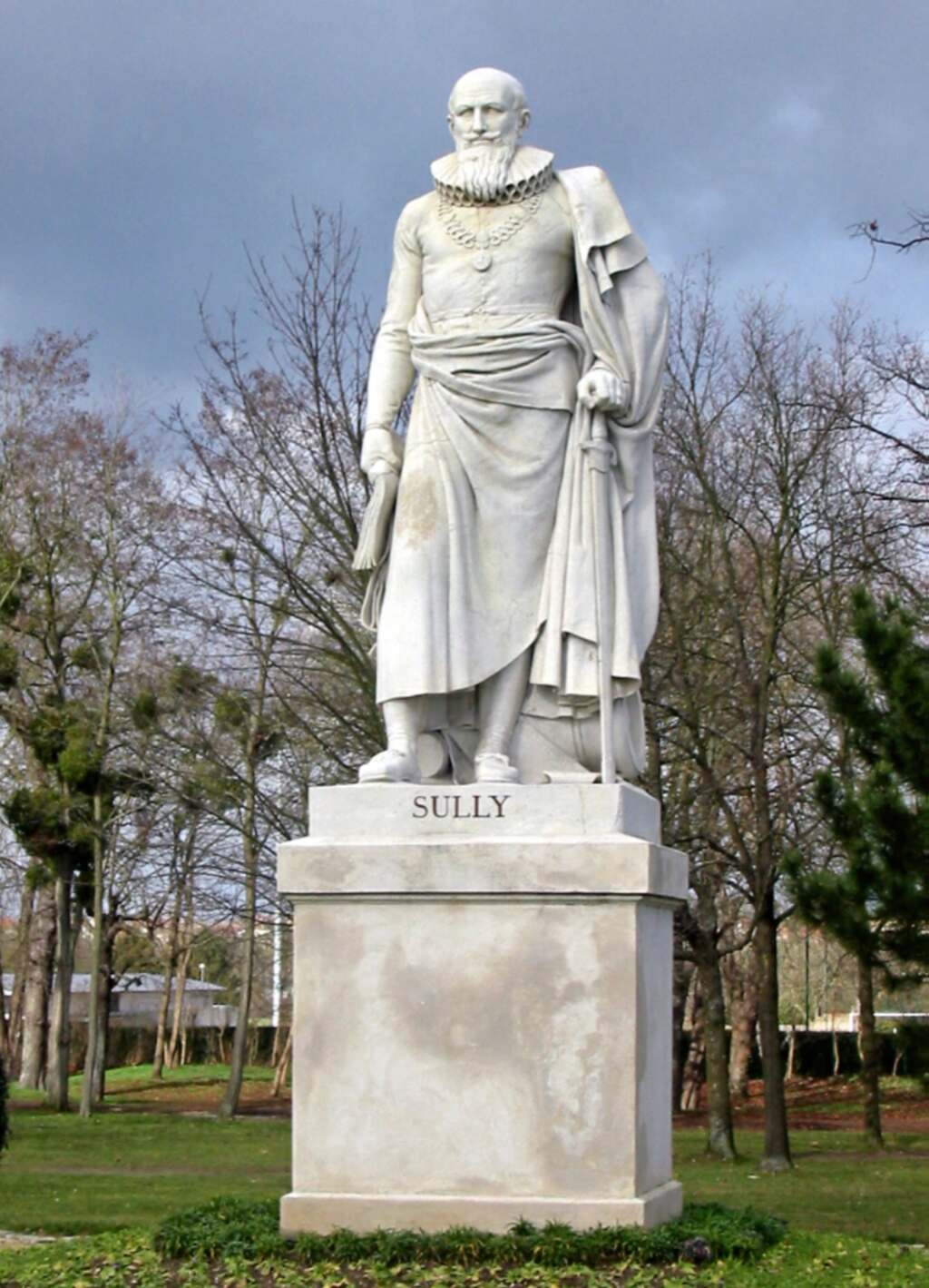
Sully.
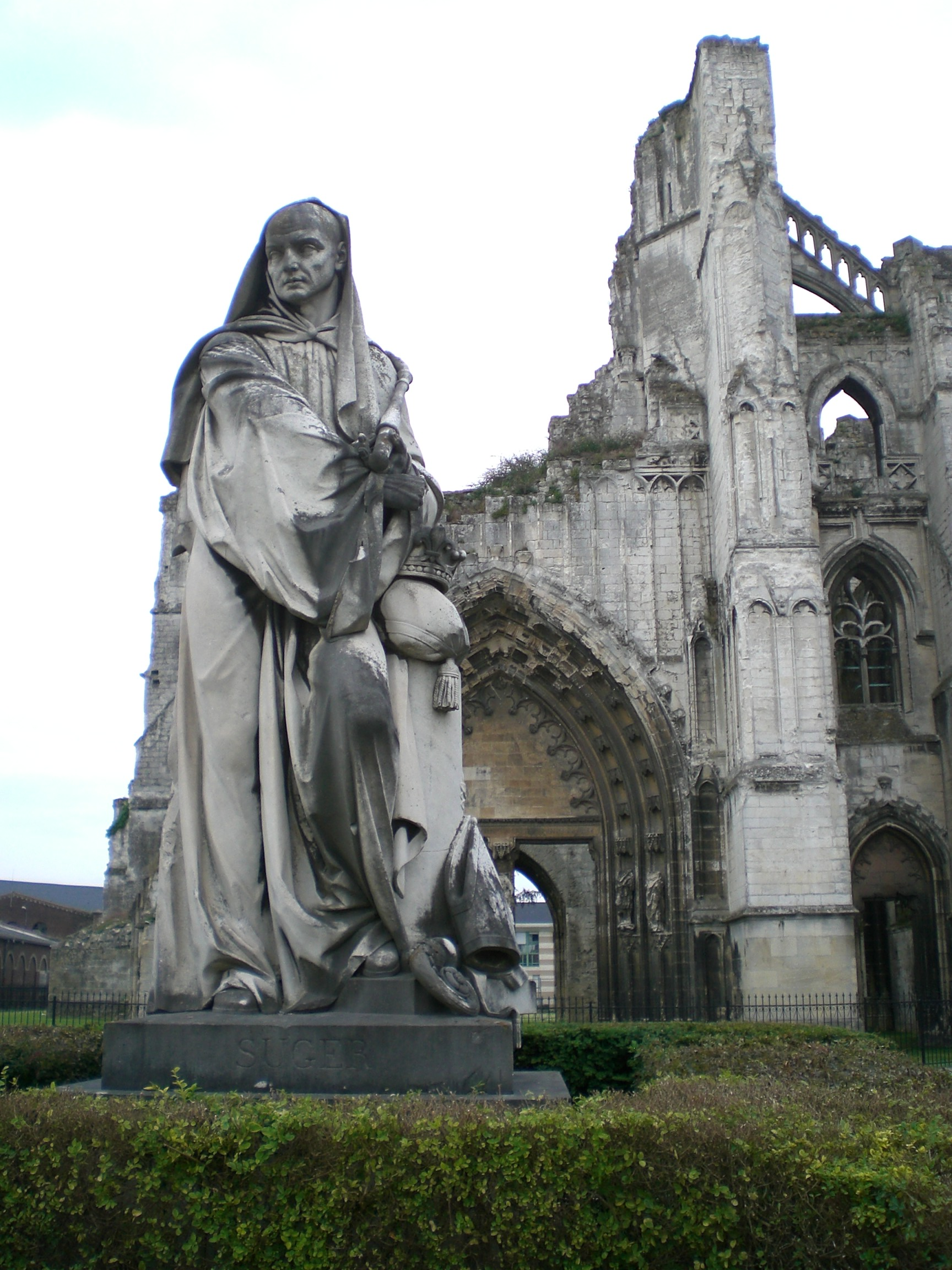
Suger.
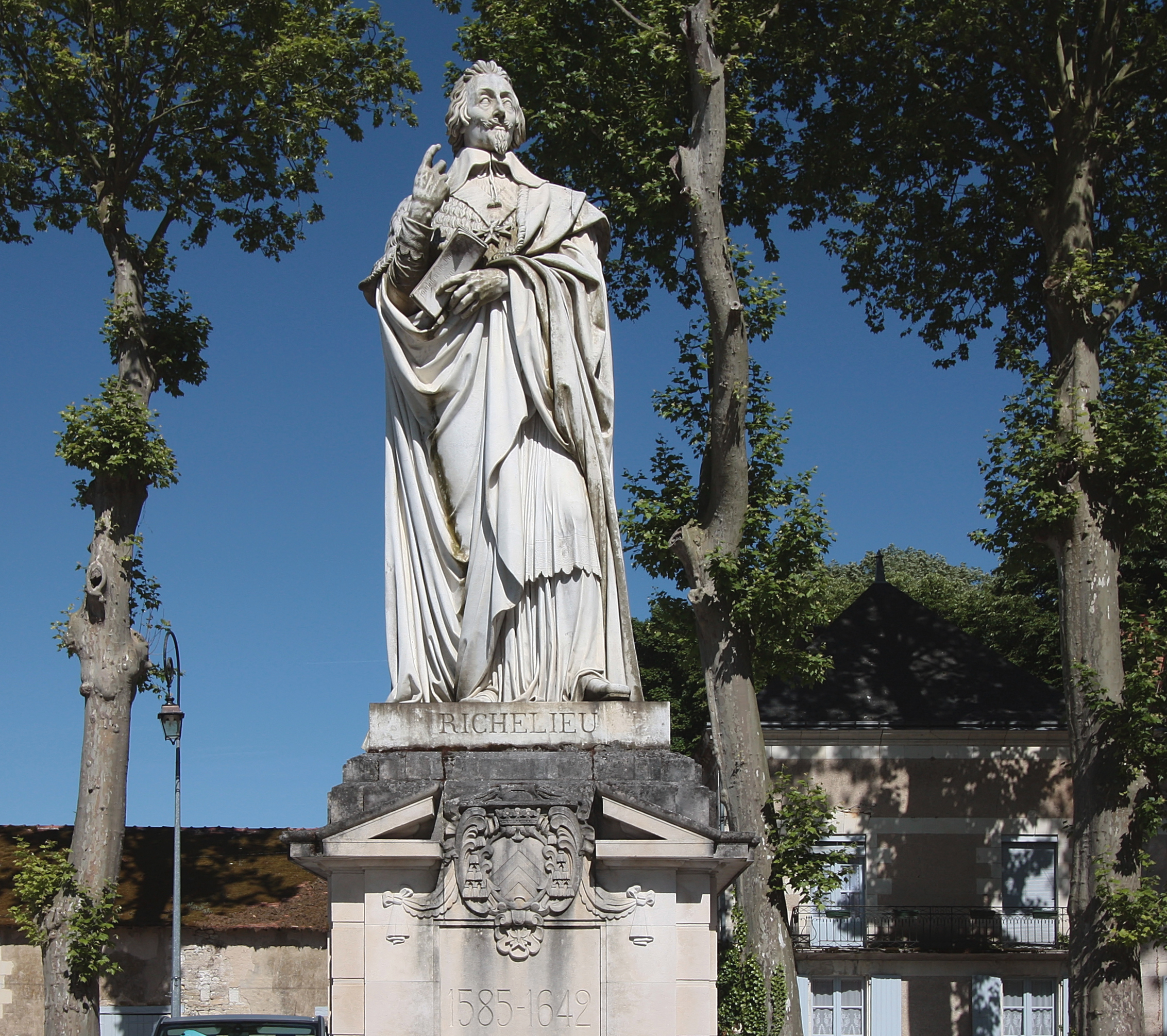
Richelieu.
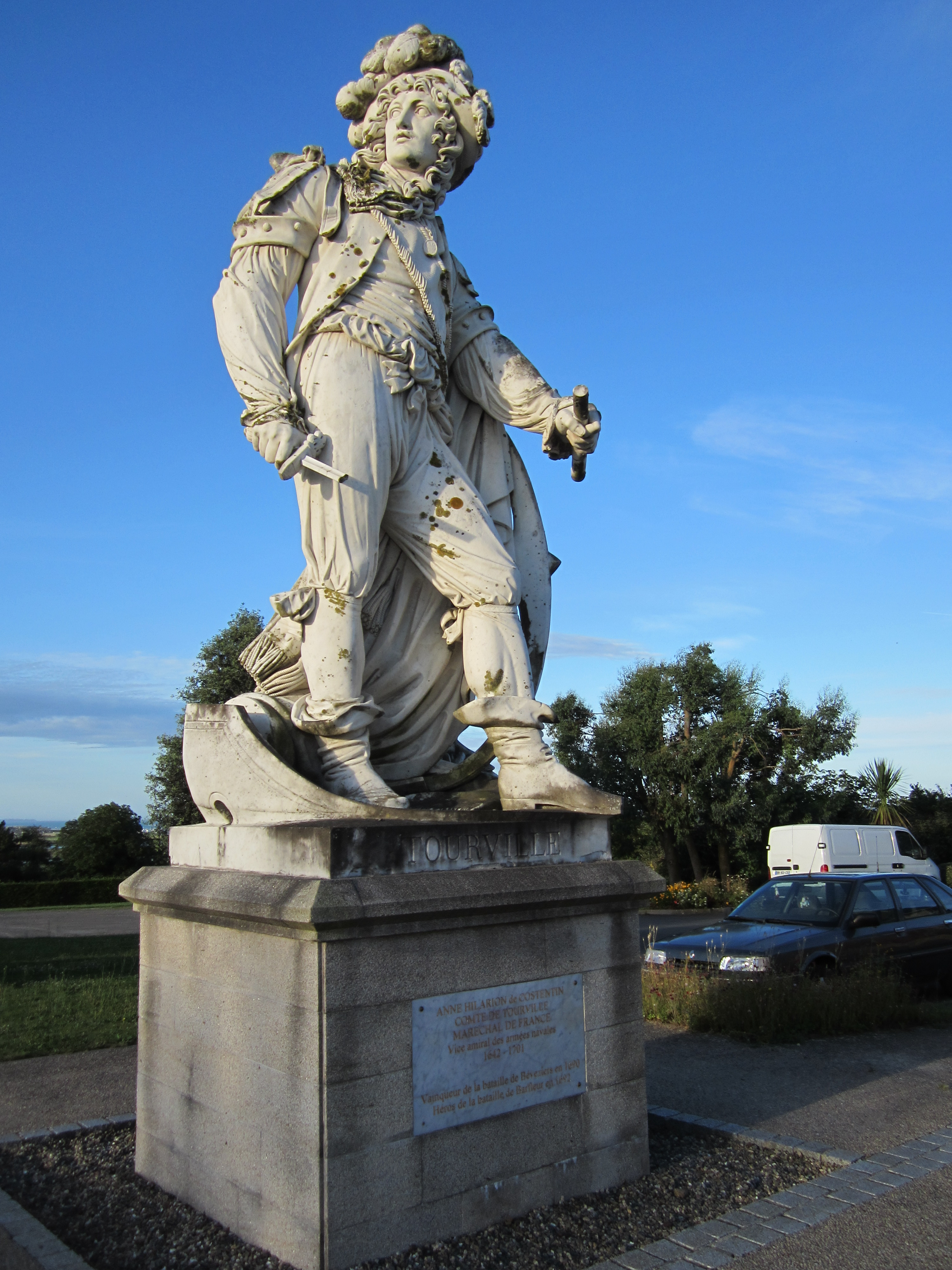
Tourville.

### Élargissement auXXesiècle

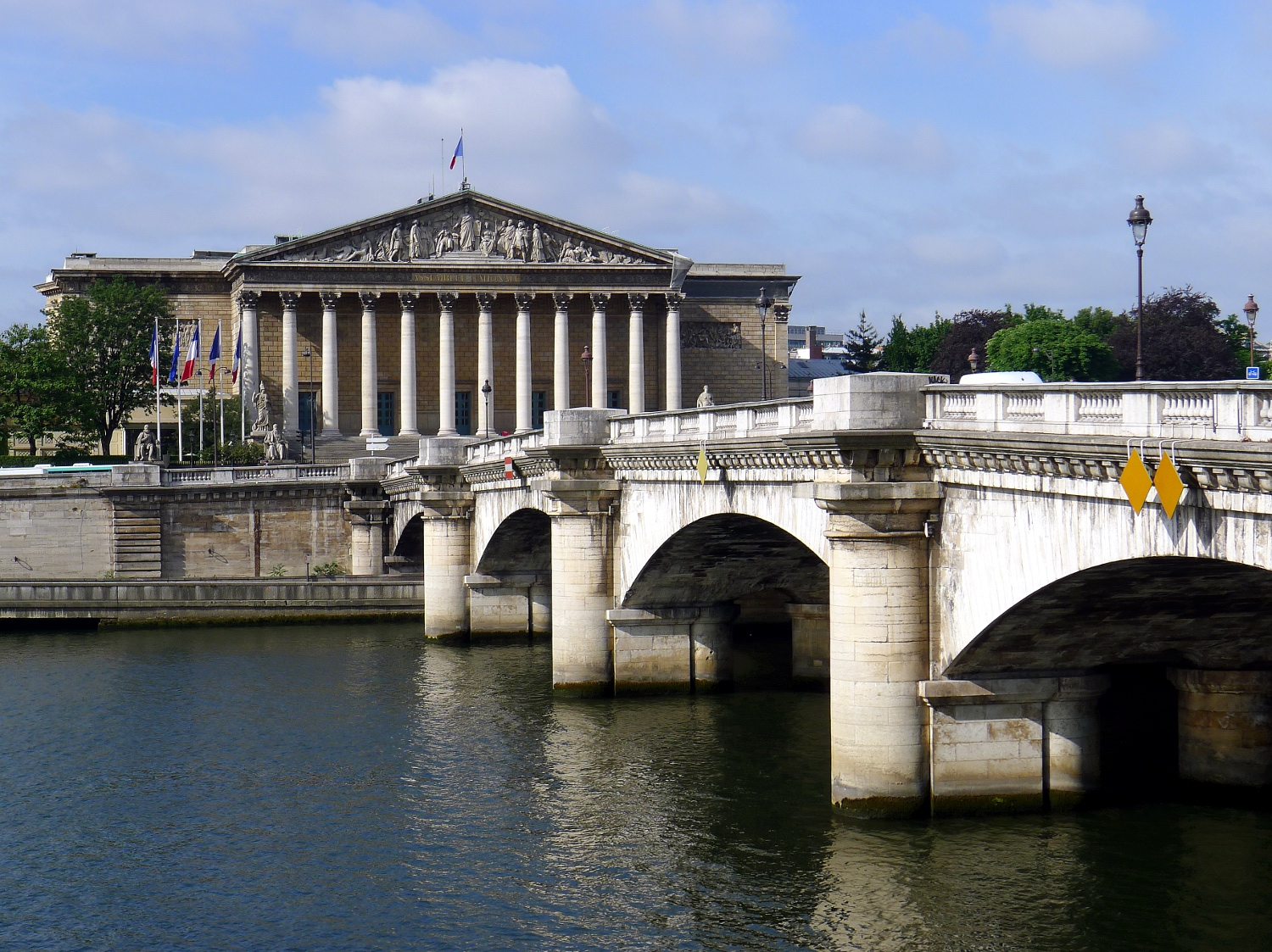
Pont actuel avec le palais Bourbon en perspective.

La circulation y est très dense, et le pont a dû être élargi de chaque côté entre 1930 et 1932, pour atteindre le double de sa largeur initiale. Les ingénieurs Deval et Malet prennent soin néanmoins de conserver l'architecture néoclassique d'origine.
Il est rénové une dernière fois en 1983.
Le pont de la Concorde est un de ceux où, depuis longtemps, la circulation est la plus active (mis à part les ponts du boulevard périphérique). Construit à la fin du XVIIIe siècle avec une chaussée de 8,75 m de largeur et de deux trottoirs de 3 m, il s'est révélé rapidement insuffisant pour assurer convenablement dans cette partie de la capitale, la circulation entre les deux rives de la Seine.
L'exposition des Arts Décoratifs devant occuper, en 1925, le pont Alexandre-III, une grande partie de la circulation des voitures qui l'empruntaient allait être reportée sur le pont de la Concorde. Pour éviter les embouteillages, on supprima les trottoirs en conservant de simples garde-roues, ce qui porta la largeur de la chaussée à 13,50 m, et on établit à l'aval du pont une passerelle pour piétons, de 6 m de largeur.
Cette situation provisoire doit disparaître à la fin de l'Exposition, mais on se rend vite compte que le rétablissement de la chaussée à ses dimensions initiales n'est pas envisageable. Le service des Ponts de Paris présente au début de 1926 un avant-projet d'élargissement. Cependant, la pénurie des crédits à cette époque retarda le projet, jusqu'à ce que le marché définitif soit approuvé le 1er mars 1929. La largeur définitive de l'ouvrage sera de 35 m avec une chaussée de 21 m (comme celle du pont Alexandre-III) et deux trottoirs de 7 m.
Le projet est établi dans les bureaux du service des Ponts de Paris, par M. Deval, ingénieur en chef et inspecteur général des Ponts et Chaussées, et M. Lang, ingénieur des Ponts et Chaussées.
Les travaux commencent en juin 1929 et sont supervisés par M. Mallet, ingénieur en chef des Ponts et Chaussées, Henri Lang, ingénieur des Ponts et Chaussée, M. Gravet, ingénieur des Travaux publics de l'État et M. Retraint, ingénieur des Travaux publics de l'État.
Les affrontements lors de la crise du 6 février 1934 se déroulent sur le pont de la Concorde et ses alentours.

## Dans la culture
Le chanteur Joe Dassin évoque le pont dans sa chanson Les Champs-Élysées. 
Le groupe MZ parle du pont de la Concorde dans sa chanson Les Princes[réf. nécessaire].
La poétesse Michèle Audin écrit un poème révolutionnaire sur ce pont dans Ponts.